# Netelia indicata
Netelia indicata är en stekelart som beskrevs av Gupta 1987. Netelia indicata ingår i släktet Netelia och familjen brokparasitsteklar. Inga underarter finns listade i Catalogue of Life.